# Caiã Messina
Caiã Messina (São Paulo, 17 de julho de 1976) é um jornalista brasileiro. Já atuou em emissoras de rádio e televisão de São Paulo e Brasília, e atualmente trabalha como correspondente diário para o Jornal da Band, cobrindo política, economia e judiciário.
Desde 2009, Messina tem sido selecionado pelo site Comunique-se para concorrer ao prêmio entre os melhores jornalistas do País.

## Rádio e TV
Iniciou sua carreira no jornalismo em 1995, na Rádio Eldorado, atual Rádio Estadão.[carece de fontes?]
Em 1999, começou a trabalhar na Rádio Bandeirantes São Paulo, fazendo coberturas políticas desde essa época, tendo como sua principal área de atuação o Congresso Nacional.
Em 2009, passou a trabalhar tanto na rádio quanto na TV da Rede Bandeirantes, e após dois anos desempenhando ambas as funções, optou por continuar apenas na televisão.
Desde então, Messina vem sendo o correspondente diário de Brasília para o Jornal da Band, onde cobre notícias da política nacional até a presente data.

## Entrevista com Bolsonaro
Em 26 de julho de 2023, reportagem divulgada pelo Poder360 revela o jornalista Caiã Messina, a serviço do Jornal da Band, em conversa particular, antes da entrevista do ex-presidente Jair Bolsonaro, ocorrida em 30 de outubro de 2019, durante viagem do então mandatário a Jerusalém. Um vídeo, divulgado pela reportagem, mostra Messina tranquilizando o ex-presidente, dizendo que Bolsonaro estava "entre amigos" e que havia votado nele em 2018. Messina também diz se sentir "envergonhado" como jornalista, referindo-se à divulgação de  informações sobre as investigações a respeito do assassinato de Marielle Franco, ocorrido um dia antes. Uma matéria do Jornal Nacional, exibida em 29 de outubro de 2019, mostrara que o porteiro do condomínio Vivendas da Barra, onde moravam Bolsonaro e seu vizinho Ronnie Lessa (suposto assassino de Marielle), havia implicado o ex-presidente no caso em depoimento a polícia. O ex-presidente não havia sido ouvido pela emissora. A Band levou ao ar naquele dia duas reportagens no Jornal da Band: uma, trazendo as acusações contra Bolsonaro e outra, produzida por Messina, com o chamado "outro lado", regra básica do jornalismo. Por isso, o repórter explica ao entrevistado que ele estava "entre amigos", que "poderia dar a versão dele para os fatos" e que "se sentia envergonhado", uma vez que o ex-presidente não havia sido procurado para se explicar. Além disso, a necessidade de ganhar a confiança do entrevistado para conseguir informações é algo comum na imprensa mundial e postura considerada comum no jornalismo.